# Katharina Kasper ViaNobis
Die Katharina Kasper ViaNobis GmbH ist ein anerkannter Träger zahlreicher Angebote in der Behinderten- und Jugendhilfe mit Sitz in Gangelt.
Das Unternehmen unterhält einen ambulanten Pflegedienst, eine Fachklinik für Psychiatrie, Psychotherapie und Psychosomatik, eine psychiatrische Institutsambulanz, mehrere Tageskliniken, Seniorenheime und Kindertagesstätten sowie eine anerkannte Werkstatt für Menschen mit Behinderung. Es beschäftigt gut 2600 Mitarbeiter aus über 40 Berufsgruppen.
Das Unternehmen gehört wie seine Schwestergesellschaft Katharina Kasper ViaSalus GmbH zur Dernbacher Gruppe Katharina Kasper. Die Gesellschafter der Katharina Kasper-Holding sind die Alexianer GmbH und die Aachener Aktiengesellschaft zur Unterstützung hilfsbedürftiger Personen. Der Jahresumsatz betrug im Jahr 2019 rund 109 Millionen Euro.

## Tätigkeitsfelder
- Ambulante häusliche Pflege
- Berufliche Teilhabe
- Eingliederungshilfe
- Ergotherapie
- Fachklinik
- Kinder- und Jugendhilfe
- Kindertagesstätten
- Seniorenhilfe